# Mistrzostwa Europy w Pływaniu 2006
28. Mistrzostwa Europy w Pływaniu odbyły się w Budapeszcie (Węgry), pod patronatem Europejskiej Federacji Pływackiej (LEN – Ligue Européenne de Natation). Trwały od dnia 26 lipca do 6 sierpnia. Oprócz zawodów pływackich na basenie 50-metrowym zawodnicy rywalizowali także w pływaniu długodystansowym na otwartym akwenie, skokach do wody i pływaniu synchronicznym.
W stolicy Węgier już trzykrotnie organizowano mistrzostwa Europy w pływaniu na basenie 50-metrowym. Poprzednie zawody miały miejsce w latach 1926 oraz 1958.
Na Mistrzostwach Europy w Budapeszcie polscy pływacy wywalczyli 8 medali (w tym 5 złotych, 2 srebrne i 1 brązowy), co dało polskiej reprezentacji 6. miejsce w klasyfikacji Mistrzostw i 5. miejsce w klasyfikacji tylko dyscyplin pływackich (bez skoków do wody i pływania synchronicznego).
Najlepszą zawodniczką mistrzostw została Laure Manaudou zdobywając 4 złote medale (400 i 800 m stylem dowolnym, 100 m stylem grzbietowym, 200 m stylem zmiennym) i 2 brązowe medale (200 m stylem dowolnym, sztafeta 4 × 200 m stylem dowolnym).

## Klasyfikacja medalowa
| Klasyfikacja medalowa po zakończeniu mistrzostw |                 |    |    |    |     |
| Lp.                                             | Państwo         | Z  | S  | B  | R-m |
| 1                                               | Rosja           | 16 | 7  | 3  | 26  |
| 2                                               | Niemcy          | 12 | 10 | 5  | 27  |
| 3                                               | Francja         | 6  | 3  | 9  | 18  |
| 4                                               | Włochy          | 5  | 6  | 11 | 22  |
| 5                                               | Ukraina         | 5  | 4  | 5  | 14  |
| 6                                               | Polska          | 5  | 2  | 1  | 8   |
| 7                                               | Szwecja         | 3  | 3  | 0  | 6   |
| 8                                               | Wielka Brytania | 2  | 5  | 6  | 13  |
| 9                                               | Holandia        | 2  | 3  | 3  | 8   |
| 10                                              | Węgry           | 2  | 2  | 5  | 9   |
| 11                                              | Finlandia       | 1  | 0  | 1  | 2   |
| 12                                              | Hiszpania       | 0  | 4  | 0  | 4   |
| 13                                              | Grecja          | 0  | 2  | 5  | 7   |
| 14                                              | Austria         | 0  | 2  | 0  | 2   |
| 15                                              | Chorwacja       | 0  | 1  | 1  | 2   |
| 16                                              | Norwegia        | 0  | 1  | 0  | 1   |
| 16                                              | Słowacja        | 0  | 1  | 0  | 1   |
| 16                                              | Białoruś        | 0  | 1  | 0  | 1   |
| 19                                              | Czechy          | 0  | 0  | 2  | 2   |
| 20                                              | Rumunia         | 0  | 0  | 1  | 1   |
| 20                                              | Słowenia        | 0  | 0  | 1  | 1   |
| 20                                              | Dania           | 0  | 0  | 1  | 1   |

## Klasyfikacja medalowa konkurencji pływackich na basenie 50-metrowym
| Klasyfikacja medalowa konkurencji pływackich na basenie 50-metrowym |                 |   |   |   |     |
| Lp.                                                                 | Państwo         | Z | S | B | R-m |
| 1                                                                   | Rosja           | 7 | 1 | 2 | 10  |
| 2                                                                   | Niemcy          | 6 | 4 | 2 | 12  |
| 3                                                                   | Włochy          | 5 | 6 | 4 | 15  |
| 4                                                                   | Francja         | 5 | 2 | 8 | 15  |
| 5                                                                   | Polska          | 5 | 2 | 1 | 8   |
| 6                                                                   | Ukraina         | 4 | 4 | 2 | 10  |
| 7                                                                   | Wielka Brytania | 2 | 4 | 6 | 12  |
| 8                                                                   | Holandia        | 2 | 2 | 3 | 7   |
| 9                                                                   | Węgry           | 2 | 1 | 4 | 7   |
| 10                                                                  | Szwecja         | 1 | 3 | 0 | 4   |
| 11                                                                  | Grecja          | 0 | 2 | 3 | 5   |
| 12                                                                  | Chorwacja       | 0 | 1 | 1 | 2   |
| 13                                                                  | Austria         | 0 | 1 | 0 | 1   |
| 13                                                                  | Białoruś        | 0 | 1 | 0 | 1   |
| 13                                                                  | Norwegia        | 0 | 1 | 0 | 1   |
| 13                                                                  | Słowacja        | 0 | 1 | 0 | 1   |
| 17                                                                  | Słowenia        | 0 | 1 | 1 | 1   |
| 17                                                                  | Rumunia         | 0 | 0 | 1 | 1   |
| 17                                                                  | Dania           | 0 | 0 | 1 | 1   |

Klasyfikacja ta uwzględnia tylko konkurencje pływackie rozegrane na basenie 50-metrowym w Budapeszcie. Nie uwzględnia ona pływania na otwartym akwenie, skoków do wody i pływania synchronicznego.

## Reprezentacja Polski na ME
Na Mistrzostwa Europy kwalifikację uzyskało 30 polskich zawodników (11 pływaczek, 17 pływaków i 2 skoczków do wody).

Pływanie
| Kobiety: - Katarzyna Baranowska (MKS Szczecin) - Paulina Barzycka (AZS AWF Warszawa) - Joanna Budzis (BUKS Warszawa) - Katarzyna Dulian (Victoria Racibórz) - Otylia Jędrzejczak (AZS AWF Warszawa) - Beata Kamińska (AZS AWFiS Gdańsk) - Agata Korc (AZS AWF Wrocław) - Iwona Prędecka (Unia Dwory Oświęcim) - Katarzyna Staszak (Korner Novita 10 Zielona Góra) - Aleksandra Urbańczyk (Trójka Łódź) - Agata Zwiejska (Delfin Toruń) | Mężczyźni: - Marcin Babuchowski (Trójka Łódź) - Wojciech Betlej (Bobry Dębica) - Łukasz Drzewiński (AZS AWF Warszawa) - Piotr Gałka (MZOS Płock) - Łukasz Gimiński (AZS AWF Warszawa) - Jakub Jasiński (Jordan Kraków) - Bartosz Kizierowski (Polonia Warszawa) - Paweł Korzeniowski (AZS AWF Warszawa) - Sławomir Kuczko (AZS AWF Warszawa) - Michał Rokicki (AZS AWF Warszawa) - Mateusz Sawrymowicz (MKP Szczecin) - Przemysław Stańczyk (MKP Szczecin) - Marcin Unold (AZS AWF Katowice) - Mariusz Winogrodzki (Polonia Warszawa) - Michał Witkowski (AZS AWF Warszawa) - Sławomir Wolniak (Unia Dwory Oświęcim) - Łukasz Wójt (EOSC Offenbach) |

Skoki do wody

Mężczyźni:
- Grzegorz Musiałek (ZKS Stal Rzeszów)
- Grzegorz Szczepek (ZKS Stal Rzeszów)

## Reprezentacje
W Mistrzostwach Europy udział wzięło 40 z 50 reprezentacji narodowych zrzeszonych w LEN.
| - Armenia - Austria - Azerbejdżan - Belgia - Bośnia i Hercegowina - Białoruś - Bułgaria - Dania - Estonia - Finlandia | - Francja - Grecja - Irlandia - Islandia - Izrael - Włochy - Chorwacja - Łotwa - Litwa - Luksemburg | - Macedonia Północna - Mołdawia - Holandia - Norwegia - Niemcy - Polska - Portugalia - Rumunia - Rosja - Serbia i Czarnogóra | - Słowenia - Szwecja - Szwajcaria - Słowacja - Hiszpania - Czechy - Turcja - Ukraina - Węgry - Wielka Brytania |

## Mężczyźni

### Otwarty akwen

#### 5 km mężczyzn (na otwartym akwenie)
| Miejsce | Zawodnik       | Narodowość | Czas    |
| ------- | -------------- | ---------- | ------- |
|         | Thomas Lurz    | Niemcy     | 56:00,1 |
|         | Christian Hein | Niemcy     | 56:01,1 |
|         | Simone Ercoli  | Włochy     | 56:01,8 |

#### 10 km mężczyzn (na otwartym akwenie)
| Miejsce | Zawodnik                | Narodowość | Czas    |
| ------- | ----------------------- | ---------- | ------- |
|         | Thomas Lurz             | Niemcy     | 1:58:12 |
|         | Maarten van der Weijden | Holandia   | 1:58:13 |
|         | Christian Hein          | Niemcy     | 1:58:16 |

#### 25 km mężczyzn (na otwartym akwenie)
| Miejsce | Zawodnik       | Narodowość | Czas      |
| ------- | -------------- | ---------- | --------- |
|         | Gilles Rondy   | Francja    | 5:10:17,3 |
|         | Anton Sanaciew | Rosja      | 5:10:18,2 |
|         | Stephane Gomez | Francja    | 5:10:19,3 |

### basen 50-metrowy

#### 50 m stylem dowolnym mężczyzn
| Miejsce | Zawodnik            | Narodowość | Czas    |
| ------- | ------------------- | ---------- | ------- |
|         | Bartosz Kizierowski | Polska     | 0:21,88 |
|         | Ołeksandr Wołyniec  | Ukraina    | 0:21,97 |
|         | Duje Draganja       | Chorwacja  | 0:22,14 |

#### 100 m stylem dowolnym mężczyzn
| Miejsce | Zawodnik                  | Narodowość | Czas    |
| ------- | ------------------------- | ---------- | ------- |
|         | Filippo Magnini           | Włochy     | 0:48,79 |
|         | Stefan Nystrand           | Szwecja    | 0:48,91 |
|         | Pieter van den Hoogenband | Holandia   | 0:48,94 |

#### 200 m stylem dowolnym mężczyzn
| Miejsce | Zawodnik                  | Narodowość | Czas    |
| ------- | ------------------------- | ---------- | ------- |
|         | Pieter van den Hoogenband | Holandia   | 1:45,65 |
|         | Massimiliano Rosolino     | Włochy     | 1:46,02 |
|         | Filippo Magnini           | Włochy     | 1:47,57 |

#### 400 m stylem dowolnym mężczyzn
| Miejsce | Zawodnik              | Narodowość | Czas    |
| ------- | --------------------- | ---------- | ------- |
|         | Jurij Priłukow        | Rosja      | 3:45,73 |
|         | Massimiliano Rosolino | Włochy     | 3:46,87 |
|         | Nicolas Rostoucher    | Francja    | 3:47,04 |

Polak Przemysław Stańczyk uplasował się na 4 pozycji z czasem 3:47,77, a Mateusz Sawrymowicz na szóstej z wynikiem 3:49,00.

#### 1500 m stylem dowolnym mężczyzn
| Miejsce | Zawodnik           | Narodowość | Czas     |
| ------- | ------------------ | ---------- | -------- |
|         | Jurij Priłukow     | Rosja      | 14:51,93 |
|         | Sébastien Rouault  | Francja    | 14:55,73 |
|         | Nicolas Rostoucher | Francja    | 15:01,82 |

Polak Mateusz Sawrymowicz znalazł się na szóstym miejscu z czasem 15:09,08.

#### 50 m stylem grzbietowym mężczyzn
| Miejsce | Zawodnik              | Narodowość      | Czas    |
| ------- | --------------------- | --------------- | ------- |
|         | Helge Meeuw           | Niemcy          | 0:25,06 |
|         | Aristidis Grigoriadis | Grecja          | 0:25,14 |
|         | Matthew Clay          | Wielka Brytania | 0:25,15 |

#### 100 m stylem grzbietowym mężczyzn
| Miejsce | Zawodnik              | Narodowość | Czas    |
| ------- | --------------------- | ---------- | ------- |
|         | Arkadij Wiatczanin    | Rosja      | 0:53,50 |
|         | Markus Rogan          | Austria    | 0:54,07 |
|         | Aristidis Grigoriadis | Grecja     | 0:54,34 |

#### 200 m stylem grzbietowym mężczyzn
| Miejsce | Zawodnik           | Narodowość | Czas    |
| ------- | ------------------ | ---------- | ------- |
|         | Arkadij Wiatczanin | Rosja      | 1:55,44 |
|         | László Cseh        | Węgry      | 1:56,69 |
|         | Răzvan Florea      | Rumunia    | 1:57,83 |

#### 50 m stylem klasycznym mężczyzn
| Miejsce | Zawodnik          | Narodowość | Czas    |
| ------- | ----------------- | ---------- | ------- |
|         | Alessandro Terrin | Włochy     | 0:27,48 |
|         | Ołeh Lisohor      | Ukraina    | 0:27,48 |
|         | Matjaž Markič     | Słowenia   | 0:27,87 |

#### 100 m stylem klasycznym mężczyzn
| Miejsce | Zawodnik           | Narodowość | Czas    |
| ------- | ------------------ | ---------- | ------- |
|         | Roman Słudnow      | Rosja      | 1:00,61 |
|         | Alexander Dale Oen | Norwegia   | 1:00,63 |
|         | Ołeh Lisohor       | Ukraina    | 1:00,64 |

#### 200 m stylem klasycznym mężczyzn
| Miejsce | Zawodnik             | Narodowość      | Czas    |
| ------- | -------------------- | --------------- | ------- |
|         | Sławomir Kuczko      | Polska          | 2:12,12 |
|         | Paolo Bossini        | Włochy          | 2:12,35 |
|         | Kristopher Gilchrist | Wielka Brytania | 2:13,21 |

Włoch Loris Facci zajął pierwsze miejsce, ale został zdyskwalifikowany za dotknięcie ściany jedną ręką, czego zabronił regulamin.

#### 50 m stylem motylkowym mężczyzn
| Miejsce | Zawodnik        | Narodowość | Czas    |
| ------- | --------------- | ---------- | ------- |
|         | Serhij Breus    | Ukraina    | 0:23,41 |
|         | Duje Draganja   | Chorwacja  | 0:23,62 |
|         | Jakob Andkjær   | Dania      | 0:23,77 |
|         | Andrij Serdinow | Ukraina    | 0:23,77 |

#### 100 m stylem motylkowym mężczyzn
| Miejsce | Zawodnik         | Narodowość | Czas    |
| ------- | ---------------- | ---------- | ------- |
|         | Andrij Serdinow  | Ukraina    | 0:51,95 |
|         | Amaury Leveaux   | Francja    | 0:52,76 |
|         | Nikołaj Skworcow | Rosja      | 0:52,96 |

#### 200 m stylem motylkowym mężczyzn
| Miejsce | Zawodnik           | Narodowość | Czas    |
| ------- | ------------------ | ---------- | ------- |
|         | Paweł Korzeniowski | Polska     | 1:55,04 |
|         | Janis Drymonakos   | Grecja     | 1,57:03 |
|         | Nikołaj Skworcow   | Rosja      | 1:57,12 |

Drugi Polak Łukasz Drzewiński zajął ósmą pozycję z wynikiem 1:58,07.

#### 200 m stylem zmiennym mężczyzn
| Miejsce | Zawodnik          | Narodowość | Czas    |
| ------- | ----------------- | ---------- | ------- |
|         | László Cseh       | Węgry      | 1:58,17 |
|         | Alessio Boggiatto | Włochy     | 2:00,14 |
|         | Tamás Kerékjártó  | Węgry      | 2:00,17 |

#### 400 m stylem zmiennym mężczyzn
| Miejsce | Zawodnik          | Narodowość | Czas    |
| ------- | ----------------- | ---------- | ------- |
|         | László Cseh       | Węgry      | 4:09,86 |
|         | Luca Marin        | Włochy     | 4:14,15 |
|         | Alessio Boggiatto | Włochy     | 4:16,34 |

#### 4 × 100 m stylem dowolnym mężczyzn
| Miejsce | Zawodnicy                                                          | Narodowość | Czas    |
| ------- | ------------------------------------------------------------------ | ---------- | ------- |
|         | Alessandro Calvi Christian Galenda Lorenzo Vismara Filippo Magnini | Włochy     | 3:15,23 |
|         | Jewgienij Łagunow Andriej Greczin Iwan Usow Andriej Kaprałow       | Rosja      | 3:16,47 |
|         | Alain Bernard Grégory Mallet Fabien Gilot Amaury Leveaux           | Francja    | 3:16,53 |

Aż dwie sztafety zostały zdyskwalifikowane za naruszenie regulaminu – Holandia i Wielka Brytania.

#### 4 × 200 m stylem dowolnym mężczyzn
| Miejsce | Zawodnicy                                                             | Narodowość      | Czas    |
| ------- | --------------------------------------------------------------------- | --------------- | ------- |
|         | Massimiliano Rosolino David Berbotto Nicola Cassio Filippo Magnini    | Włochy          | 7:09,60 |
|         | David Carry Simon Burnett Andrew Hunter Ross Davenport                | Wielka Brytania | 7:11,63 |
|         | Andreas Zisimos Georgios Demetis Dimitrios Manganas Nikolaos Xylouris | Grecja          | 7:16,67 |

Polska sztafeta w składzie: Paweł Korzeniowski, Michał Rokicki, Łukasz Gimiński, Przemysław Stańczyk zajęła szóstą pozycję, z wynikiem 7:18,54.

#### 4 × 100 m stylem zmiennym mężczyzn
| Miejsce | Zawodnicy                                                          | Narodowość      | Czas    |
| ------- | ------------------------------------------------------------------ | --------------- | ------- |
|         | Arkadij Wiatczanin Roman Słudnow Nikołaj Skworcow Andriej Kaprałow | Rosja           | 3:34,96 |
|         | Andrij Ołejnik Ołeh Lisohor Andrij Serdinow Jurij Jehoszyn         | Ukraina         | 3:36,21 |
|         | Liam Tancock James Gibson Todd Cooper Simon Burnett                | Wielka Brytania | 3:36,61 |

Sztafeta Szwecji została zdyskwalifikowana za zbyt szybki skok do wody i wielkość stroju, co nie jest zgodne z regulaminem.

### Skoki do wody

#### Skoki z trampoliny 1-metrowej mężczyzn
| Miejsce | Zawodnik             | Narodowość | Punkty |
| ------- | -------------------- | ---------- | ------ |
|         | Joona Puhakka        | Finlandia  | 425,00 |
|         | Aleksander Dobroskok | Rosja      | 416,60 |
|         | Christopher Sacchin  | Włochy     | 415,70 |

#### Skoki z trampoliny 3-metrowej mężczyzn
| Miejsce | Zawodnicy            | Narodowość | Punkty |
| ------- | -------------------- | ---------- | ------ |
|         | Dmitrij Sautin       | Rosja      | 496,10 |
|         | Aleksander Dobroskok | Rosja      | 479,95 |
|         | Joona Puhakka        | Finlandia  | 464,60 |

#### Skoki z trampoliny 3-metrowej synchroniczne mężczyzn
| Miejsce | Zawodnicy                        | Narodowość | Punkty |
| ------- | -------------------------------- | ---------- | ------ |
|         | Tobias Schellenberg Andreas Wels | Niemcy     | 403,86 |
|         | Jurij Ruskunakow Dmitry Sautin   | Rosja      | 401,46 |
|         | Nicola Marconi Tommaso Marconi   | Włochy     | 394,68 |

#### Skoki z wieży 10-metrowej mężczyzn
| Miejsce | Zawodnik            | Narodowość | Punkty |
| ------- | ------------------- | ---------- | ------ |
|         | Gleb Galperin       | Rosja      | 472,90 |
|         | Heiko Meyer         | Niemcy     | 459,45 |
|         | Konstantin Miljajew | Ukraina    | 436,50 |

#### Skoki z wieży 10-metrowej synchroniczne mężczyzn
| Miejsce | Zawodnicy                             | Narodowość | Punkty |
| ------- | ------------------------------------- | ---------- | ------ |
|         | Dmitrij Dobroskok Gleb Galperin       | Rosja      | 469,38 |
|         | Sascha Klein Heiko Meyer              | Niemcy     | 447,96 |
|         | Michele Benedetti Francesco Dell’uomo | Włochy     | 435,12 |

## Kobiety

### Otwarty akwen

#### 5 km kobiet (na otwartym akwenie)
| Miejsce | Zawodniczka             | Narodowość | Czas      |
| ------- | ----------------------- | ---------- | --------- |
|         | Jekaterina Seliwerstowa | Rosja      | 1:01:50,8 |
|         | Cathy Dietrich          | Francja    | 1:01:52,3 |
|         | Larisa Ilczenko         | Rosja      | 1:01:53,4 |
|         | Jana Pechanová          | Czechy     | 1:01:53,4 |

#### 10 km kobiet (na otwartym akwenie)
| Miejsce | Zawodniczka    | Narodowość | Czas      |
| ------- | -------------- | ---------- | --------- |
|         | Angela Maurer  | Niemcy     | 2:07:10,8 |
|         | Rita Kovács    | Węgry      | 2:07:11,3 |
|         | Jana Pechanová | Czechy     | 2:07:15,6 |

#### 25 km kobiet (na otwartym akwenie)
| Miejsce | Zawodniczka     | Narodowość | Czas      |
| ------- | --------------- | ---------- | --------- |
|         | Angela Maurer   | Niemcy     | 5:35:19,1 |
|         | Natalia Pankina | Rosja      | 5:35:25,1 |
|         | Stefanie Biller | Niemcy     | 5:35:29,5 |

### Basen 50-metrowy

#### 50 m stylem dowolnym kobiet
| Miejsce | Zawodniczka       | Narodowość | Czas    |
| ------- | ----------------- | ---------- | ------- |
|         | Britta Steffen    | Niemcy     | 0:24,72 |
|         | Therese Alshammar | Szwecja    | 0:24,87 |
|         | Marleen Veldhuis  | Holandia   | 0:24,89 |

Polka Agata Korc osiągnęła wynik 0:25,25 i zajęła piątą pozycję.

#### 100 m stylem dowolnym kobiet
| Miejsce | Zawodniczka             | Narodowość | Czas       |
| ------- | ----------------------- | ---------- | ---------- |
|         | Britta Steffen          | Niemcy     | 53,30 (WR) |
|         | Marleen Veldhuis        | Holandia   | 54,32      |
|         | Nery-Mantey Niangkouara | Grecja     | 54,48      |

#### 200 m stylem dowolnym kobiet
| Miejsce | Zawodniczka        | Narodowość | Czas    |
| ------- | ------------------ | ---------- | ------- |
|         | Otylia Jędrzejczak | Polska     | 1:57,25 |
|         | Annika Lurz        | Niemcy     | 1:57,47 |
|         | Laure Manaudou     | Francja    | 1:58,38 |

#### 400 m stylem dowolnym kobiet
| Miejsce | Zawodniczka        | Narodowość      | Czas         |
| ------- | ------------------ | --------------- | ------------ |
|         | Laure Manaudou     | Francja         | 4:02,13 (WR) |
|         | Joanne Jackson     | Wielka Brytania | 4:07,76      |
|         | Caitlin McClatchey | Wielka Brytania | 4:08,13      |

#### 800 m stylem dowolnym kobiet
| Miejsce | Zawodniczka       | Narodowość      | Czas         |
| ------- | ----------------- | --------------- | ------------ |
|         | Laure Manaudou    | Francja         | 8:19,29 (ER) |
|         | Rebecca Adlington | Wielka Brytania | 8:27,88      |
|         | Rebecca Cooke     | Wielka Brytania | 8:28,40      |

#### 50 m stylem grzbietowym kobiet
| Miejsce | Zawodnik                 | Narodowość | Czas    |
| ------- | ------------------------ | ---------- | ------- |
|         | Janine Pietsch           | Niemcy     | 0:28,36 |
|         | Aleksandra Gierasimienia | Białoruś   | 0:28,72 |
|         | Antje Buschschulte       | Niemcy     | 0:28,73 |

#### 100 m stylem grzbietowym kobiet
| Miejsce | Zawodniczka        | Narodowość | Czas    |
| ------- | ------------------ | ---------- | ------- |
|         | Laure Manaudou     | Francja    | 1:00,88 |
|         | Antje Buschschulte | Niemcy     | 1:01,40 |
|         | Janine Pietsch     | Niemcy     | 1:01,55 |

#### 200 m stylem grzbietowym kobiet
| Miejsce | Zawodniczka        | Narodowość      | Czas    |
| ------- | ------------------ | --------------- | ------- |
|         | Esther Baron       | Francja         | 2:10,07 |
|         | Iryna Amszennikowa | Ukraina         | 2:12,13 |
|         | Melanie Marshall   | Wielka Brytania | 2:12,17 |

#### 50 m stylem klasycznym kobiet
| Miejsce | Zawodniczka       | Narodowość      | Czas    |
| ------- | ----------------- | --------------- | ------- |
|         | Jelena Bogomazowa | Rosja           | 0:31,69 |
|         | Kate Haywood      | Wielka Brytania | 0:31,71 |
|         | Ágnes Kovács      | Węgry           | 0:31,95 |

#### 100 m stylem klasycznym kobiet
| Miejsce | Zawodniczka       | Narodowość      | Czas    |
| ------- | ----------------- | --------------- | ------- |
|         | Żanna Chłystunowa | Ukraina         | 1:07,55 |
|         | Kirsty Balfour    | Wielka Brytania | 1:07,95 |
|         | Ágnes Kovács      | Węgry           | 1:08,60 |

#### 200 m stylem klasycznym kobiet
| Miejsce | Zawodniczka     | Narodowość      | Czas    |
| ------- | --------------- | --------------- | ------- |
|         | Kirsty Balfour  | Wielka Brytania | 2:25,66 |
|         | Julija Pidlisna | Ukraina         | 2:28,42 |
|         | Ágnes Kovács    | Węgry           | 2:28,90 |

Polka Beata Kamińska zajęła siódmą pozycję z wynikiem 2:30,07.

#### 50 m stylem motylkowym kobiet
| Miejsce | Zawodniczka           | Narodowość | Czas    |
| ------- | --------------------- | ---------- | ------- |
|         | Therese Alshammar     | Szwecja    | 0:26,06 |
|         | Anna-Karin Kammerling | Szwecja    | 0:26,23 |
|         | Chantal Groot         | Holandia   | 0:26,49 |

Polka Aleksandra Urbańczyk z wynikiem 0:27,09 zajęła ósmą pozycję.

#### 100 m stylem motylkowym kobiet
| Miejsce | Zawodniczka       | Narodowość | Czas    |
| ------- | ----------------- | ---------- | ------- |
|         | Inge Dekker       | Holandia   | 0:58,35 |
|         | Martina Moravcová | Słowacja   | 0:58,98 |
|         | Alena Popchanka   | Francja    | 0:59,06 |

#### 200 m stylem motylkowym kobiet
| Miejsce | Zawodniczka         | Narodowość | Czas    |
| ------- | ------------------- | ---------- | ------- |
|         | Otylia Jędrzejczak  | Polska     | 2:07,09 |
|         | Francesca Segat     | Włochy     | 2:08,96 |
|         | Caterina Giacchetti | Włochy     | 2:09,01 |

#### 200 m stylem zmiennym kobiet
| Miejsce | Zawodniczka          | Narodowość | Czas    |
| ------- | -------------------- | ---------- | ------- |
|         | Laure Manaudou       | Francja    | 2:12,69 |
|         | Katarzyna Baranowska | Polska     | 2:13,36 |
|         | Alessia Filippi      | Włochy     | 2:13,75 |

#### 400 m stylem zmiennym kobiet
| Miejsce | Zawodniczka          | Narodowość | Czas    |
| ------- | -------------------- | ---------- | ------- |
|         | Alessia Filippi      | Włochy     | 4:35,80 |
|         | Nicole Hetzer        | Niemcy     | 4:37,97 |
|         | Katarzyna Baranowska | Polska     | 4:40,02 |

#### 4 × 100 m stylem dowolnym kobiet
| Miejsce | Zawodniczki                                                    | Narodowość | Czas         |
| ------- | -------------------------------------------------------------- | ---------- | ------------ |
|         | Petra Dallmann Daniela Götz Britta Steffen Annika Lurz         | Niemcy     | 3:35,22 (WR) |
|         | Inge Dekker Ranomi Kromowidjojo Chantal Groot Marleen Veldhuis | Holandia   | 3:37,04      |
|         | Alena Popchanka Aurore Mongel Céline Couderc Malia Metella     | Francja    | 3:38,83      |

#### 4 × 200 m stylem dowolnym kobiet
| Miejsce | Zawodniczki                                                      | Narodowość | Czas         |
| ------- | ---------------------------------------------------------------- | ---------- | ------------ |
|         | Petra Dallmann Daniela Samulski Britta Steffen Annika Lurz       | Niemcy     | 7:50,82 (WR) |
|         | Otylia Jędrzejczak Joanna Budzis Agata Zwiejska Paulina Barzycka | Polska     | 7:56,32      |
|         | Alena Popchanka Sophie Huber Aurore Mongel Laure Manaudou        | Francja    | 7:56,44      |

#### 4 × 100 m stylem zmiennym kobiet
| Miejsce | Zawodniczki                                                             | Narodowość      | Czas    |
| ------- | ----------------------------------------------------------------------- | --------------- | ------- |
|         | Melanie Marshall Kirsty Balfour Terri Dunning Francesca Halsall         | Wielka Brytania | 4:02,24 |
|         | Antje Buschschulte Sarah Poewe Annika Mehlhorn Britta Steffen           | Niemcy          | 4:02,35 |
|         | Laure Manaudou Anne-Sophie Le Paranthoen Alena Popchanka Céline Couderc | Francja         | 4:03,64 |

### Skoki do wody

#### Skoki z trampoliny 1-metrowej kobiet
| Miejsce | Zawodniczka   | Narodowość | Punkty |
| ------- | ------------- | ---------- | ------ |
|         | Anna Lindberg | Szwecja    | 291,90 |
|         | Ditte Kotzian | Niemcy     | 279,30 |
|         | Maria Marconi | Włochy     | 267,35 |

#### Skoki z trampoliny 3-metrowej kobiet
| Miejsce | Zawodniczka   | Narodowość | Punkty |
| ------- | ------------- | ---------- | ------ |
|         | Anna Lindberg | Szwecja    | 330,60 |
|         | Ditte Kotzian | Niemcy     | 324,90 |
|         | Nóra Barta    | Węgry      | 319,85 |

#### Skoki z trampoliny 3-metrowej synchroniczne kobiet
| Miejsce | Zawodniczki                       | Narodowość | Punkty |
| ------- | --------------------------------- | ---------- | ------ |
|         | Natalia Umyskowa Nadieżda Bażina  | Rosja      | 314,55 |
|         | Heike Fischer Ditte Kotzian       | Niemcy     | 298,68 |
|         | Ołena Fodorowa Kristina Iszczenko | Ukraina    | 292,17 |

#### Skoki z wieży 10-metrowej kobiet
| Miejsce | Zawodniczka       | Narodowość | Punkty |
| ------- | ----------------- | ---------- | ------ |
|         | Julija Prokopczuk | Ukraina    | 338,00 |
|         | Anja Richter      | Austria    | 332,35 |
|         | Christin Steuer   | Niemcy     | 330,40 |

#### Skoki z wieży 10-metrowej synchroniczne kobiet
| Miejsce | Zawodniczki                         | Narodowość | Punkty |
| ------- | ----------------------------------- | ---------- | ------ |
|         | Anett Gamm Nora Subschinski         | Niemcy     | 325,92 |
|         | Natalia Gonczarowa Julija Kołtunowa | Rosja      | 306,24 |
|         | Julija Prokopczuk Kateryna Żuk      | Ukraina    | 297,21 |

### Pływanie synchroniczne

#### Solo
| Miejsce | Zawodniczka          | Narodowość | Punkty |
| ------- | -------------------- | ---------- | ------ |
|         | Natalja Iszczenko    | Rosja      | 98,400 |
|         | Gemma Mengual        | Hiszpania  | 97,700 |
|         | Nathalia Anthopoulou | Grecja     | 93,900 |

#### Dwójki
| Miejsce | Zawodniczki                              | Narodowość | Punkty |
| ------- | ---------------------------------------- | ---------- | ------ |
|         | Anastasija Dawydowa Anastasija Jermakowa | Rosja      | 98,800 |
|         | Gemma Mengual Paola Tirados              | Hiszpania  | 97,500 |
|         | Eleftheria Ftouli Evanthia Makrygianni   | Grecja     | 94,000 |

#### Drużynowe
| Miejsce | Państwo   | Punkty |
| ------- | --------- | ------ |
|         | Rosja     | 98,800 |
|         | Hiszpania | 97,300 |
|         | Włochy    | 93,800 |

#### Kombinacja
| Miejsce | Państwo   | Punkty |
| ------- | --------- | ------ |
|         | Rosja     | 97,900 |
|         | Hiszpania | 95,900 |
|         | Włochy    | 93,500 |